# Альбахінг
Альбахінг (нім. Albaching) — громада в Німеччині, розташована в землі Баварія. Підпорядковується адміністративному округу Верхня Баварія. Входить до складу району Розенгайм. Складова частина об'єднання громад Пфаффінг.
Площа — 18,15 км2. Населення становить 1757 ос. (станом на 31 грудня 2020).